# Arrojadocharis
Arrojadocharis é um género botânico pertencente à família Asteraceae.
É composto por 2 espécies descritas e  aceites.
Trata-se de um género reconhecido pelo sistema de classificação filogenética Angiosperm Phylogeny Website.

## Taxonomia
O género foi descrito por Mattf. in Burret e publicado em Notizblatt des Botanischen Gartens und Museums zu Berlin-Dahlem 10: 1053. 1930.

## Espécies
As espécies aceites neste género são:
- Arrojadocharis praxeloides (Mattf.) Mattf.
- Arrojadocharis santosii R.M.King & H.Rob.